# 和田倉橋
和田倉橋（わだくらばし）とは、東京都千代田区にある、江戸城跡の内郭門のひとつである和田倉門に架かっていた橋。

## 概要
明暦の大火により多くの橋が消滅し、江戸の城下町計画は大きく変わった。和田倉橋は江戸警護の一環。和田倉門の警護の目的で造られた。全長44.6メートル (m)、幅7.5 mで、1590年頃に和田倉門橋が完成。明暦の大火を経て1661年に和田倉門と二代目和田倉門橋が建造された。1923年に関東大震災により橋が落ち、1953年に三代目の和田倉橋が建造された。

## 歴史
- 1661年 - 明暦の大火を受け竣工。
- 1923年 - 関東大震災により倒壊。
- 1940年 - 紀元2600年記念事業の一つとして木橋として復旧計画が持ち上がったが、太平洋戦争により未完成のまま断念。
- 1955年 - 鉄筋コンクリートを土台とした凝宝珠付高欄として完成。

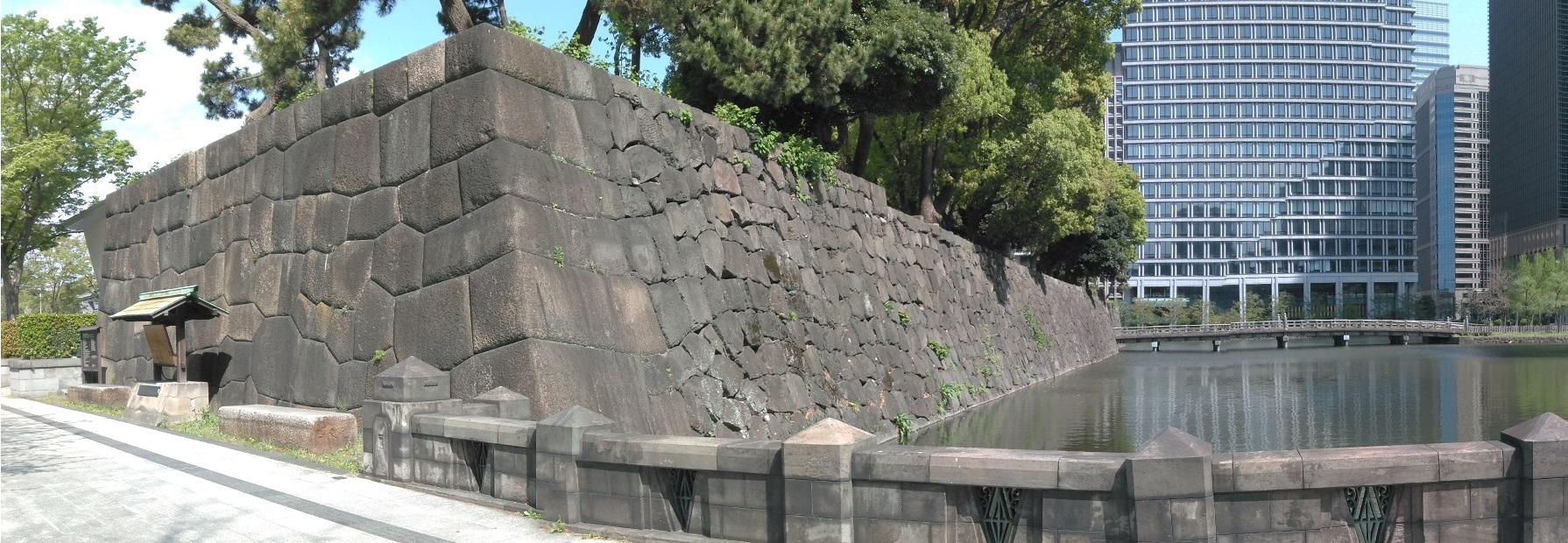
和田倉門交差点付近から見た和田倉門跡の石垣と和田倉橋